# مدرسه دقیقی شرفخانه
مدرسه دقیقی شرفخانه مربوط به اوایل دوره پهلوی دوم است و در شهرستان شبستر، بخش مرکزی، شهر شرفخانه، خیابان ساحل، جنب اداره راه آهن شهر شرفخانه واقع شده و این اثر در تاریخ ۲۸ شهریور ۱۳۸۶ با شمارهٔ ثبت ۱۹۵۷۶ به‌عنوان یکی از آثار ملی ایران به ثبت رسیده است.